# Gravipalpus standifer
Gravipalpus standifer is een spinnensoort uit de familie hangmatspinnen (Linyphiidae). De soort komt voor in Argentinië.